# Störung der Totenruhe
Die Störung der Totenruhe ist der Rechtsbegriff für Leichen- und Grabschändung. Es handelt sich in Deutschland um einen Straftatbestand, der in § 168 des Strafgesetzbuches (StGB) geregelt ist. Der Versuch ist strafbar (§ 168 Abs. 3 StGB).
Die Gesetzgebung beruht auf der Annahme, erdbestattete Leichname würden sich innerhalb einer gesetzlich vorgeschriebenen Ruhefrist so weit zersetzen, um eine straffreie Umlagerung der verbliebenen Überreste bei der Neubelegung der Grabstätte zu ermöglichen. Aber ein Teil der durch Erdbestattung beigesetzten Toten verhärtet in kalten, feuchten Gräbern bei unzureichender Sauerstoffzufuhr zu Wachsleichen. Ein durch Adipocire konservierter Leichnam ist auf natürliche Weise erhalten und wirkt äußerlich, als sei er relativ frisch verstorben. Um die Totenruhe nicht zu stören, dürfen diese Leichen, die auf einem Viertel von 1000 befragten Friedhöfen vorhanden waren, in der Regel nicht ohne Weiteres umgebettet werden.

## Deutschland

### Strafgrund
Der Strafgrund ist nach herrschender Meinung überwiegend das Pietätsempfinden von Angehörigen des Verstorbenen. Auch wird vertreten, dass der Achtungsanspruch des Verstorbenen geschützt werden soll, nach der Rechtsprechung auch das Pietätsempfinden der Allgemeinheit. Nach anderer Ansicht soll der öffentliche Friede geschützt sein.

### Tatobjekt und Tathandlung
Die Vorschrift lässt sich in vier Tatbestände aufspalten, nämlich die Wegnahme des Körpers (usw.), das Verüben von beschimpfendem Unfug daran, das Zerstören oder Beschädigen von Aufbahrungs-, Beisetzungs- oder öffentlichen Totengedenkstätten und den beschimpfenden Unfug dort.

#### Wegnahme des Körpers (usw.)
Nach der ersten Alternative des ersten Absatzes macht sich strafbar, wer unbefugt aus dem Gewahrsam des Berechtigten den Körper oder Teile des Körpers eines verstorbenen Menschen, eine tote Leibesfrucht, Teile einer solchen oder die Asche eines verstorbenen Menschen wegnimmt. Ein Mensch ist nach herrschender Meinung verstorben, wenn er hirntot ist. Unter den Begriff Körperteile fallen natürliche Glieder und sonstige Bestandteile des Körpers, genauso wie künstliche, fest verbundene Bestandteile, die Funktionen des Körpers erfüllen (etwa künstliche Gelenke). Leibesfrüchte sind Embryonen und Föten, dabei ist die Entwicklungsphase belanglos. Asche sind Verbrennungsreste eines Verstorbenen, auch wenn sie nicht vollständig sind. Nach anderer Ansicht ist nur die mit Asche befüllte Urne geschützt, da im Gesetzestext Ascheteile nicht erwähnt sind, Körperteile jedoch extra aufgeführt sind. Die Rechtsprechung hat sich ersterer Sicht angeschlossen. Geschützt wird nur der Berechtigte, also der, der ein begründetes Obhutsverhältnis hat. Es muss Gewahrsam, also die tatsächliche Übernahme der Fürsorge, gebrochen werden.

#### Beschimpfender Unfug am Körper (usw.)
Nach der zweiten Alternative des ersten Absatzes macht sich strafbar, wer die Tatobjekte des letzten Absatzes nicht unbefugt aus dem Gewahrsam des Berechtigten wegnimmt, sondern beschimpfenden Unfug daran verübt. Beschimpfender Unfug liegt dann vor, wenn eine besonders derbe Miss- oder Verachtung gegenüber dem Verstorbenen zum Ausdruck gebracht wird. Ob Äußerungen ausreichend sind, ist fraglich („Verüben“), die Rechtsprechung bejaht dies jedenfalls. Sexuelle Handlungen können tatbestandsmäßig sein, das Zerstückeln zur unauffälligen Entsorgung ist nicht tatbestandsmäßig. Allerdings soll das Zerstückeln von Leichen im Zusammenhang mit dem Schlachten und Verspeisen mit Einwilligung den Tatbestand erfüllen. Das ist umstritten. Auch das Einflößen von Schnaps in eine Leiche soll den Tatbestand erfüllen. Letztlich muss der Eingriff eine Erheblichkeitsschwelle überschreiten, die schwer auszumachen ist. Allerdings haben Handlungen, die lediglich eine bestimmte Empörung hervorrufen, auszuscheiden (etwa das Schnapstrinken am Grab oder das „Brüllen von Kneip- und Zotenliedern“). Weitgehend Anerkennung gefunden hat die Ansicht, dass (mit Einverständnis) ein Toter plastiniert und danach ausgestellt werden kann.

#### Zerstören bzw. Beschädigen von Stätten besonderer Pietät
Nach der ersten Alternative des zweiten Absatzes macht sich strafbar, wer eine Aufbahrungsstätte, Beisetzungsstätte oder öffentliche Totengedenkstätte beschädigt oder zerstört. Aufbahrungsstätten sind Räume zur Aufbahrung des Toten bis zur Beerdigung (beispielsweise Leichenhallen). Allerdings muss auch tatsächlich eine Leiche aufgebahrt sein (Beschädigung einer leeren Leichenhalle genügt nicht). Beisetzungsstätten sind die Orte, an denen bestimmte Individuen beigesetzt wurden (zum Beispiel Erdgrab). Öffentliche Totengedenkstätten sind Orte, an denen Einzelner oder einer Vielzahl von Menschen gedacht wird, unabhängig davon, ob sie an dem Ort beigesetzt sind (Konzentrationslager beispielsweise). Beschädigen heißt, dass das Eigentum an der Sache durch eine Einwirkung auf deren Substanz verletzt wird. Erfasst sind Substanzverletzungen, Brauchbarkeitsminderungen oder Substanzveränderungen. Zerstören heißt, dass das Eigentum derartig verletzt wird, dass die Sachsubstanz vollkommen aufgehoben ist oder keine Funktion mehr erfüllen kann.

#### Verüben von beschimpfendem Unfug an Stätten besonderer Pietät
Nach der zweiten Alternative des zweiten Absatzes macht sich strafbar, wer an Aufbahrungsstätten, Beisetzungsstätten oder öffentlichen Totengedenkstätten beschimpfenden Unfug verübt. Die schon genannten Definitionen gelten auch hier. Allerdings ist zu betonen, dass der beschimpfende Unfug nicht „an“ den Stätten stattfinden muss, sondern nur „dort“. Erfasst sind auch Handlungen, die nicht unmittelbar an den schützenswerten Stätten stattfinden, sondern nur in enger örtlicher Umgebung befinden. Beispielsweise also das Aufhängen von nationalsozialistischen Abzeichen oder Fahnen in Nähe eines jüdischen Grabes.

### Strafrahmen und Prozessuales
Die Tat wird mit Freiheitsstrafe bis zu drei Jahren oder mit Geldstrafe bestraft.
Es handelt sich um ein Offizialdelikt. Ein Strafantrag ist folglich nicht erforderlich.

### Geschichte und kriminalpolitische Bedeutung
In der ersten Fassung (§ 168 RStGB) waren nur das Wegnehmen einer Leiche, das Zerstören oder Beschädigen von Gräbern oder beschimpfender Unfug daran strafbar. Durch Gesetzesänderungen wurden die Tatobjekte, die Tathandlungen sowie der Strafrahmen ausgedehnt. Mit dem 3. StÄG vom 4. August 1953 wurden Leichenteile und die Asche des Verstorbenen hinzugefügt, der beschimpfende Unfug wurde auf alle Tatobjekte erweitert. Außerdem wurde die Strafbarkeit des Versuchs eingeführt und die Höchststrafe von zwei auf drei Jahre Gefängnisstrafe erhöht. Nachdem das kommerzielle Nutzen von Föten und Embryonen in der Kosmetikindustrie stark thematisiert wurde, fügte der Bundestag mit dem 24. StÄG vom 13. Januar 1987 die Leibesfrucht oder Teile hiervon hinzu. Das 6. StrRG vom 26. Januar 1998 führte zur bisher letzten Änderung, nämlich unnötigen sprachlichen Änderungen und dem Einfügen von Aufbahrungsstätten und öffentlichen Totengedenkstätten in Absatz 2.
2011 wurden 21 Personen nach den §§ 167a, 168 verurteilt, 2012 kam es zu 23 und im Jahr 2013 zu 11 Verurteilungen. Die Norm ist daher praktisch unbedeutend.

### Kritik
Kritisiert wird zunächst, dass das Rechtsgut das Pietätempfinden schützt. Ob ein Gefühlsschutz im Strafrecht zulässig ist, ist umstritten. Die Ansicht, die dies ablehnt, möchte auf das postmortale Persönlichkeitsrecht des Betroffenen abstellen. Allerdings ist die Auslegung der Norm der derzeitigen herrschenden Meinung damit nicht zu vereinbaren. So müsste beispielsweise bei prämortalem Einverständnis (etwa in sexuelle Handlungen, oder das Zerstückeln) die Strafbarkeit in jedem Fall ausscheiden. Auch wird angemerkt, dass der Schutz des Pietätsempfindens der Angehörigen schwerlich geschützt sein kann, da auch Personen ohne Angehörige geschützt sind. Auch wird insbesondere Abschnitt 2 kritisiert, der sich in das Konzept schwer einfüge.
Auch wird kritisiert, dass ein Gewahrsamsbruch stattfinden muss. Dies könne zu Tatbestandslosigkeit von vermeintlich strafwertem Verhalten führen.
Der Begriff des beschimpfenden Unfugs wird zudem als Anachronismus kritisiert.

### Beispiele
Der Fall des „Kannibalen von Rotenburg“, der 2001 sein Opfer auf dessen Wunsch hin tötete und zerstückelte, erregte besondere mediale Aufmerksamkeit.
Im sog. „Totenschädel-Skandal“ stellten die Staatsanwaltschaften in München, Kiel und Zweibrücken die Verfahren gegen insgesamt drei beschuldigte Bundeswehrsoldaten wegen des Verdachts der Störung der Totenruhe 2008 ein.

## Österreich
In Österreich ist die Strafbarkeit in § 190 des Strafgesetzbuches geregelt. Die Strafbarkeit ist sehr ähnlich, Unterschiede bestehen nur hinsichtlich der Tathandlung (Misshandeln statt beschimpfenden Unfugs), beim Strafrahmen (maximal 6 Monate Freiheitsstrafe oder Geldstrafe), der zusätzlichen Alternative des Schmuckentwendens und dem Fehlen von Leibesfrüchten.

### Beispiel
1991 öffnete ein selbsternannter „Privathistoriker“ gewaltsam die Gruft der 1889 verstorbenen Mary Vetsera und entwendete ihre Überreste, um ihre Todesursache ermitteln und das Ergebnis vermarkten zu können. Da die Tat bei Bekanntwerden bereits verjährt war, wurde er nicht strafrechtlich belangt.

## Schweiz
In der Schweiz ist die Strafbarkeit in Art. 262 des Strafgesetzbuches geregelt. Hierbei überschneiden sich die schweizerische und die deutsche Version in vielen Punkten. Auch nach schweizerischem Strafrecht ist das Wegnehmen von Leichen, Leichenteilen oder der Asche strafbar. Auch gleicht es dem deutschen dahingehend, dass gegen den Willen des Berechtigten gehandelt werden muss. Auch wird wie in Deutschland zwischen der Leiche einerseits und der Grabstätte andererseits unterschieden. Der Strafrahmen ist der Gleiche. Ein Unterschied existiert hinsichtlich der Tathandlung des beschimpfenden Unfugs. In der Schweiz ist das „Verunehren oder böswillige Beschimpfen“ die Tathandlung. Auch ist in dem Artikel das Stören des Leichenzuges oder der Leichenfeier geregelt, die in Deutschland unter § 167a StGB (Stören einer Bestattungsfeier) fallen würde. Auch ist die Leibesfrucht in Art. 262 nicht erwähnt.